# IC 1551
IC 1551 ist eine Spiralgalaxie vom Hubble-Typ Sbc pec im Sternbild Fische auf der Ekliptik. Sie ist rund 588 Millionen Lichtjahre von der Milchstraße entfernt und hat eine maximale Ausdehnung von etwa 400.000 Lichtjahren. Diese Größe beinhaltet ihre weit ausgestreckten Spiralarme, der zentrale Teil der Galaxis ist wesentlich kleiner.

Die Galaxie scheint einen Doppelkern zu haben, was bedeutet, dass sie das Ergebnis einer Galaxienverschmelzung ist, was ihre verlängerten Arme erklären würde. 
Entdeckt wurde das Objekt am 12. November 1903 von Stéphane Javelle.